# Jimmy John Liautaud
Jimmy John Liautaud, född 12 januari 1964 i Arlington Heights i Illinois, är en amerikansk entreprenör och affärsman. Han grundade den nationella snabbmatskedjan Jimmy John's 1983. Den amerikanska ekonomitidskriften Forbes rankar Liautaud som världens 1 277:e rikaste med en förmögenhet på $1,7 miljarder för den 26 mars 2020.
Liautaud äger motoryachten Rock.It.